# گیلوئیه
گَلُویه روستای کوچکی در دهستان فتویه و از توابع بخش مرکزی شهرستان بستک استان هرمزگان است. در ۱۴ کیلومتری شمال شرقی مردنو واقع شده‌است. حشم‌نشین است.

## محدوده گَلُویه
ازشمال کوه بر، از جنوب مردنو، از مغرب شیخ حضور، و از سمت مشرق به ناخهری و تسان محدود می‌گردد.

## جمعیت
دارای چهار خانوار با ۴۵ نفر جمعیت می‌باشد که از اهل سنت و از پیروان امام محمد ادریس شافعی هستند، وبزبان فارسی به لهجه گوده‌ای تکلم می‌نمایند. در زمان قدیم تعداد جمعیش بیشتر بوده ولی بعلت نا امنی در آن دوران گروه زیادی از مردم روستا به دهنگ و مردنو و گود گز کوچ کرده‌اند.

## کشاورزی
دارای زمین زیر کشن دیم و آبی می‌باشد و در حدود ۲۵۰ من جو و گندم می‌توان زراعت نمود. قناتی دارد که آبش بسیار شیرین است.
آب زیر زمنی اش شیرین وچاه‌هایش نیمه عمیق است، تعداد چند پمپ آب نصب کرده‌اند و آبش برای سبزی جات استفاده می‌نمایند.

## فهرست منابع و مآخذ
- محمدیان، کوخردی، محمد.  «شهرستان بستک و بخش کوخرد»  ج۱. چاپ اول، دبی: سال انتشار ۲۰۰۵ میلادی.
- عباسی، قلی، مصطفی،  «بستک وجهانگیریه» ، چاپ اول، تهران: ناشر: شرکت انتشارات جهان معاصر، سال ۱۳۷۲ خورشیدی.
- سلامی، بستکی، احمد.  (بستک در گذرگاه تاریخ)  ج۲ چاپ اول، ۱۳۷۲ خورشیدی.
- بالود، محمد.  (فرهنگ عامه در منطقه بستک)  ناشر همسایه، چاپ زیتون، انتشار سال ۱۳۸۴ خورشیدی.
- بنی عباسیان، بستکی، محمد اعظم،  «تاریخ جهانگیریه»  چاپ تهران، سال ۱۳۳۹ خورشیدی.
- الکوخردی، محمد، بن یوسف، (کُوخِرد حَاضِرَة اِسلامِیةَ عَلی ضِفافِ نَهر مِهران Kookherd, an Islamic District on the bank of Mehran River) الطبعة الثالثة، دبی: سنة ۱۹۹۷ للمیلاد.
- بختیاری، سعید،  «اتواطلس ایران» ، “ مؤسسه جغرافیایی وکارتگرافی گیتاشناسی، بهار ۱۳۸۴ خورشیدی.
- نگاره‌ها از: محمد محمدیان.
- محمد، صدیق «تارخ فارس» صفحه‌های (۵۰ ـ ۵۱ ـ ۵۲ ـ ۵۳)، چاپ سال ۱۹۹۳ میلادی.
- محمدیان، کوخری، محمد، “ (به یاد کوخرد) “، ج۱. ج۲. چاپ اول، دبی: سال انتشار ۲۰۰۳ میلادی.
- اطلس گیتاشناسی استان‌های ایران [Atlas Gitashenasi Ostanhai Iran] (Gitashenasi Province Atlas of Iran)